# 2025年スワイダ衝突
2025年スワイダ衝突とは、7月13日に始まったドゥルーズ派武装勢力とシリア暫定政府間の軍事衝突である。シリア人権監視団によると現在までに1000人以上が死亡している。

## 概要
前々からのベドウィン族とドゥルーズ派の対立を抑えきれず、13日に軍事衝突に発展。シリア軍とドゥルーズ派武装組織間で激しい抗戦状態となった。16日にはドゥルーズ派を支持するイスラエルがダマスカスへの空爆を行い、15人が死亡した。
17日に一時停戦したものの18日には戦闘が再開。
激しい交戦の後21日に停戦合意された。だが小規模な戦闘は続いている。